# مصرف العالم الإسلامي
مصرف العالم الإسلامي مصرف عراقي أهلي أُسس عام 2016 يبلغ رأس المال للمصرف 250 مليار دينار